# Divnogorsk
Divnogorsk (en russe : Дивногорск), est une ville du kraï de Krasnoïarsk, en Russie. Sa population s'élevait à 32 611 habitants en 2013.

## Géographie
Divnogorsk se trouve sur le fleuve Ienisseï, à 34 km au sud-est de Krasnoïarsk.

## Histoire
Divnogorsk fut construite pour le personnel employé à la construction du barrage et de la centrale hydroélectrique de Krasnoïarsk, sur l'Ienisseï, entre 1956 et 1972. Divnogorsk reçut le statut de commune urbaine en 1957, puis celui de ville en 1963.

## Population
Recensements (*) ou estimations de la population
| 1959* | 1970*  | 1979*  | 1989*  |
| ----- | ------ | ------ | ------ |
| 6 598 | 25 944 | 28 939 | 29 963 |

| 2002*  | 2010*  | 2012   | 2013   |
| ------ | ------ | ------ | ------ |
| 30 137 | 32 193 | 32 356 | 32 611 |

## Personnalités liées à la ville
- Evgenia Kutsepalava, biathlète biélorusse
- Andreï Makine, écrivain franco-russe, élu à l'Académie française